# تمچال
تمچال، روستایی از توابع بخش مرکزی شهرستان آستانه اشرفیه در استان گیلان ایران است. این روستا به بازار چه محلی گیاهان و محصولات خوراکی از جمله  برنج ارگانیک _بادام زمینی _فلفل _بادمجان _ کدو در استان گیلان معروف است 

## جمعیت
این روستا در دهستان گورکا قرار دارد و براساس سرشماری مرکز آمار ایران در سال ۱۳۸۵، جمعیت آن ۷۱۸ نفر (۱۹۶خانوار) بوده‌است.